# فیتز هنری لین
فیتز هنری لین (انگلیسی: Fitz Henry Lane; ۱۹ دسامبر ۱۸۰۴ – ۱۴ اوت ۱۸۶۵) نقاش اهل ایالات متحده آمریکا بود.